# White Stones
White Stones — второй студийный альбом дуэта Secret Garden, вышедший в 1997 году.

## Об альбоме
Как и первый альбом, диск был написан и спродюсирован Рольфом Лёвландом. Но на этот раз для работы над новым альбомом в качестве сопродюсера был также приглашён Эндрю Боланд.
Работа над White Stones началась в норвежском городе Кристиансенд. В начале были записаны пробные версии композиций для определения будущих аранжировок. Затем были записаны основные инструменты — скрипка и фортепиано. Вторая часть записи альбома прошла в Дублине, где были записаны новые инструменты, а окрас альбома приобрёл лёгкий ирландский акцент. В записи принимали также участие и музыканты из Норвегии, поскольку участникам группы хотелось объединить в одной работе ирландское и норвежское творчество. К ноябрю 1996 года работа над альбомом была закончена.

## Список композиций
1. «Steps» — 4:03
2. «Poème» — 5:00
3. «Hymn to Hope» — 4:20
4. «Moving» — 3:23
5. «First Day of Spring» — 4:46
6. «Passacaglia» — 3:47
7. «Reflection» — 3:02
8. «Windancer» — 3:43
9. «Appassionata» — 4:27
10. «Escape» — 3:36
11. «Sanctuary» — 4:21
12. «Celebration» — 3:58
13. «Home» — 3:25
14. «Illumination» — 4:16